# Boku igai no dareka
„Boku igai no dareka” (jap. 僕以外の誰か) – szesnasty singel japońskiego zespołu NMB48, wydany w Japonii 28 grudnia 2016 roku przez laugh out loud records.
Singel został wydany w pięciu edycjach: czterech regularnych (Type A, Type B, Type C, Type D) oraz „teatralnej” (CD). Osiągnął 1 pozycję w rankingu Oricon i pozostał na liście przez 18 tygodni. Singel zdobył status platynowej płyty.

## Lista utworów
Wszystkie utwory zostały napisane przez Yasushiego Akimoto.

### Type A
| CD | CD                                                         | CD                      | CD                      | CD      |
| Nr | Tytuł utworu                                               | Kompozycja              | Aranżacja               | Długość |
| -- | ---------------------------------------------------------- | ----------------------- | ----------------------- | ------- |
| 1. | „Boku igai no dareka” (jap. 僕以外の誰か)                  | Carlos K., Akira Sunset | Carlos K., Akira Sunset | 3:54    |
| 2. | „Tochū gesha” (jap. 途中下車)                              | Yuma Kawashima          | Yūsuke Itagaki          | 5:26    |
| 3. | „Kodoku Guitar” (jap. 孤独ギター) (wyk. Team N)            | Sayaka Yamamoto         | Yūichi "Masa" Nonaka    | 4:34    |
| 4. | „Boku igai no dareka” (jap. 僕以外の誰か) (off vocal ver.) | Carlos K., Akira Sunset | Carlos K., Akira Sunset | 3:54    |
| 5. | „Tochū gesha” (jap. 途中下車) (off vocal ver.)             | Yuma Kawashima          | Yūsuke Itagaki          | 5:26    |
| 6. | „Kodoku Guitar” (jap. 孤独ギター) (off vocal ver.)         | Sayaka Yamamoto         | Yūichi "Masa" Nonaka    | 4:34    |

| DVD | DVD | DVD     |
| Nr  | Tytuł utworu | Długość |
| --- | --- | ------- |
| 1.  | „Boku igai no dareka” (jap. 僕以外の誰か) (Music Video) |         |
| 2.  | „Boku igai no dareka” (jap. 僕以外の誰か) (Music Video Dancing Version) |         |
| 3.  | „Boku igai no dareka” (jap. 僕以外の誰か) (Music Video Konomi Kusaka Dancing Version) |         |
| 4.  | „Kodoku Guitar” (jap. 孤独ギター) (Music Video) |         |
| 5.  | „Tokuten eizō: Audiodocumentary NMB48 Concert 2016 Summer ~Itsu made Yamamoto Aya ni tayoru no ka? Zenpen” (jap. 特典映像 オーディオコメンタリー NMB48コンサート2016Summer〜いつまで山本彩に頼るのか? 前編) |         |

### Type B
| CD | CD                                                         | CD                      | CD                      | CD      |
| Nr | Tytuł utworu                                               | Kompozycja              | Aranżacja               | Długość |
| -- | ---------------------------------------------------------- | ----------------------- | ----------------------- | ------- |
| 1. | „Boku igai no dareka” (jap. 僕以外の誰か)                  | Carlos K., Akira Sunset | Carlos K., Akira Sunset | 3:54    |
| 2. | „Tochū gesha” (jap. 途中下車)                              | Yuma Kawashima          | Yūsuke Itagaki          | 5:26    |
| 3. | „Koi wa sainan” (jap. 恋は災難) (wyk. Team M)              | Takehiko Tokunaga       | Makoto Wakatabe         | 4:14    |
| 4. | „Boku igai no dareka” (jap. 僕以外の誰か) (off vocal ver.) | Carlos K., Akira Sunset | Carlos K., Akira Sunset | 3:54    |
| 5. | „Tochū gesha” (jap. 途中下車) (off vocal ver.)             | Yuma Kawashima          | Yūsuke Itagaki          | 5:26    |
| 6. | „Koi wa sainan” (jap. 恋は災難) (off vocal ver.)           | Takehiko Tokunaga       | Makoto Wakatabe         | 4:14    |

| DVD | DVD | DVD     |
| Nr  | Tytuł utworu | Długość |
| --- | --- | ------- |
| 1.  | „Boku igai no dareka” (jap. 僕以外の誰か) (Music Video) |         |
| 2.  | „Boku igai no dareka” (jap. 僕以外の誰か) (Music Video Dancing Version) |         |
| 3.  | „Boku igai no dareka” (jap. 僕以外の誰か) (Music Video Konomi Kusaka Dancing Version) |         |
| 4.  | „Koi wa sainan” (jap. 恋は災難) (Music Video) |         |
| 5.  | „Tokuten eizō: Audiodocumentary NMB48 Concert 2016 Summer ~Itsu made Yamamoto Aya ni tayoru no ka? Kōhen” (jap. 特典映像 オーディオコメンタリー NMB48コンサート2016Summer〜いつまで山本彩に頼るのか? 後編) |         |

### Type C
| CD | CD                                                         | CD                      | CD                      | CD      |
| Nr | Tytuł utworu                                               | Kompozycja              | Aranżacja               | Długość |
| -- | ---------------------------------------------------------- | ----------------------- | ----------------------- | ------- |
| 1. | „Boku igai no dareka” (jap. 僕以外の誰か)                  | Carlos K., Akira Sunset | Carlos K., Akira Sunset | 3:54    |
| 2. | „Tochū gesha” (jap. 途中下車)                              | Yuma Kawashima          | Yūsuke Itagaki          | 5:26    |
| 3. | „Let it snow!” (wyk. Team BII)                             | Akihito Tanaka          | Yūichi "Masa" Nonaka    | 3:47    |
| 4. | „Boku igai no dareka” (jap. 僕以外の誰か) (off vocal ver.) | Carlos K., Akira Sunset | Carlos K., Akira Sunset | 3:54    |
| 5. | „Tochū gesha” (jap. 途中下車) (off vocal ver.)             | Yuma Kawashima          | Yūsuke Itagaki          | 5:26    |
| 6. | „Let it snow!” (off vocal ver.)                            | Akihito Tanaka          | Yūichi "Masa" Nonaka    | 3:47    |

| DVD | DVD                                                                                            | DVD     |
| Nr  | Tytuł utworu                                                                                   | Długość |
| --- | ---------------------------------------------------------------------------------------------- | ------- |
| 1.  | „Boku igai no dareka” (jap. 僕以外の誰か) (Music Video)                                        |         |
| 2.  | „Boku igai no dareka” (jap. 僕以外の誰か) (Music Video Dancing Version)                        |         |
| 3.  | „Boku igai no dareka” (jap. 僕以外の誰か) (Music Video Konomi Kusaka Dancing Version)          |         |
| 4.  | „Let it snow!” (Music Video)                                                                   |         |
| 5.  | „Tokuten eizō: Boku igai no dareka Making Video” (jap. 特典映像 僕以外の誰か メイキングビデオ) |         |

### Type D
| CD | CD                                                         | CD                      | CD                      | CD      |
| Nr | Tytuł utworu                                               | Kompozycja              | Aranżacja               | Długość |
| -- | ---------------------------------------------------------- | ----------------------- | ----------------------- | ------- |
| 1. | „Boku igai no dareka” (jap. 僕以外の誰か)                  | Carlos K., Akira Sunset | Carlos K., Akira Sunset | 3:54    |
| 2. | „Tochū gesha” (jap. 途中下車)                              | Yuma Kawashima          | Yūsuke Itagaki          | 5:26    |
| 3. | „Priority” (jap. プライオリティー) (wyk. Momoka Kinoshita) | Tadashi Tsukida         | Tadashi Tsukida         | 4:26    |
| 4. | „Boku igai no dareka” (jap. 僕以外の誰か) (off vocal ver.) | Carlos K., Akira Sunset | Carlos K., Akira Sunset | 3:54    |
| 5. | „Tochū gesha” (jap. 途中下車) (off vocal ver.)             | Yuma Kawashima          | Yūsuke Itagaki          | 5:26    |
| 6. | „Priority” (jap. プライオリティー) (off vocal ver.)        | Tadashi Tsukida         | Tadashi Tsukida         | 4:26    |

| DVD | DVD                                                                                              | DVD     |
| Nr  | Tytuł utworu                                                                                     | Długość |
| --- | ------------------------------------------------------------------------------------------------ | ------- |
| 1.  | „Boku igai no dareka” (jap. 僕以外の誰か) (Music Video)                                          |         |
| 2.  | „Boku igai no dareka” (jap. 僕以外の誰か) (Music Video Dancing Version)                          |         |
| 3.  | „Boku igai no dareka” (jap. 僕以外の誰か) (Music Video Konomi Kusaka Dancing Version)            |         |
| 4.  | „Priority” (jap. プライオリティー) (Music Video)                                                 |         |
| 5.  | „Tokuten eizō: Kinoshita Momoka presents Yuri gekijō” (jap. 特典映像 木下百花 presents 百合劇場) |         |

### Wer. teatralna
| CD | CD                                                                            | CD                      | CD                      | CD      |
| Nr | Tytuł utworu                                                                  | Kompozycja              | Aranżacja               | Długość |
| -- | ----------------------------------------------------------------------------- | ----------------------- | ----------------------- | ------- |
| 1. | „Boku igai no dareka” (jap. 僕以外の誰か)                                     | Carlos K., Akira Sunset | Carlos K., Akira Sunset | 3:54    |
| 2. | „Tochū gesha” (jap. 途中下車)                                                 | Yuma Kawashima          | Yūsuke Itagaki          | 5:26    |
| 3. | „Taiyō ga sakamichi o noboru koro” (jap. 太陽が坂道を昇る頃) (wyk. Kenkyūsei) | Yuma Kawashima          | Hiroshi Sasaki          | 4:28    |
| 4. | „Boku igai no dareka” (jap. 僕以外の誰か) (off vocal ver.)                    | Carlos K., Akira Sunset | Carlos K., Akira Sunset | 3:54    |
| 5. | „Tochū gesha” (jap. 途中下車) (off vocal ver.)                                | Yuma Kawashima          | Yūsuke Itagaki          | 5:26    |
| 6. | „Taiyō ga sakamichi o noboru koro” (jap. 太陽が坂道を昇る頃) (off vocal ver.) | Yuma Kawashima          | Hiroshi Sasaki          | 4:28    |

## Skład zespołu
| „Boku igai no dareka” |
| --- |
| - NMB48 Team N: Kei Jōnishi, Ririka Sutō, Airi Tanigawa, Kokoro Naiki, Shū Yabushita, Ayaka Yamamoto, Sayaka Yamamoto (środek) - NMB48 Team M: Yūka Katō, Chihiro Kawakami, Akari Yoshida - NMB48 Team M / AKB48 Team A: Miru Shiroma - NMB48 Team M / AKB48 Team 4: Nagisa Shibuya - NMB48 Team BII: Azusa Uemura, Yūri Ōta, Ayaka Okita, Rina Kushiro, Eriko Jō, Reina Fujie, Murase Sae, Fūko Yagura |

| „Tochū gesha” |
| --- |
| Piosenka na ukończenie członkostwa Kei Jōnishi w zespole. - Team N: Kei Jōnishi (środek), Ririka Sutō, Momoka Hayashi - Team M: Rena Kawakami, Yoshida Akari - Kenkyūsei: Cocona Umeyama, Rei Jōnishi |

| „Kodoku Guitar” |
| --- |
| - Team N: Yuki Azuma, Miori Ichikawa, Konomi Kusaka, Narumi Koga, Kei Jōnishi, Ririka Sutō (środek), Airi Tanigawa, Kokoro Naiki, Momoka Hayashi, Shion Hori, Megumi Matsumura, Mao Mita, Shū Yabushita (środek), Rina Yamao, Ayaka Yamamoto, Sayaka Yamamoto |

| „Koi wa sainan” |
| --- |
| - NMB48 Team M: Yūmi Ishida, Kanae Iso, Mizuki Uno, Mai Odan, Yūka Katō, Emika Kamieda, Chihiro Kawakami, Rena Kawakami, Momoka Kinoshita, Reina Nakano, Rurina Nishizawa, Momone Yasuda, Akari Yoshida - NMB48 Team M / AKB48 Team A: Miru Shiroma (środek) - NMB48 Team M / AKB48 Team 4: Nagisa Shibuya |

| „Let it snow!” |
| --- |
| - Team BII: Natsuko Akashi, Akari Ishizuka, Anna Ijiri, Azusa Uemura, Yūri Ōta (środek), Ayaka Okita, Rina Kushiro, Eriko Jō, Sara Takei, Reina Fujie, Sae Murase, Yuki Muranaka, Ayaka Morita, Fūko Yagura (środek), Yūki Yamaguchi |

| „Taiyō ga sakamichi o noboru koro” |
| --- |
| - Kenkyūsei: Erina Andō, Momoka Iwata, Cocona Umeyama, Karin Kojima, Rika Shimizu, Rei Jōnishi, Mion Nakagawa, Nanami Nishinaka, Yuzuha Hongō, Shiori Mizuta, Mirai Mizokawa, Suzu Yamada (środek) |

## Notowania
| Lista                             | Pozycja |
| --------------------------------- | ------- |
| Oricon Weekly Singles Chart       | 1       |
| Oricon Yearly Singles Chart       | 15      |
| Billboard Japan Hot 100           | 2       |
| Billboard Japan Top Singles Sales | 1       |

## Sprzedaż
| Dane wg         | Sprzedaż |
| --------------- | -------- |
| Oricon          | 321 458  |
| Billboard Japan | 442 134+ |